# Juan Eduardo Vargas
Juan Eduardo Vargas Duhart (Sevilla, 23 de noviembre de 1970) es un ingeniero comercial, académico y político chileno. Entre julio de 2021 y marzo de 2022, se desempeñó como subsecretario de Educación Superior de su país bajo el segundo gobierno del presidente Sebastián Piñera.

## Familia y estudios
Nacido en Sevilla, España, es hijo de Juan Eduardo Luciano Vargas Cariola y Carmen Gloria Duhart Mendiboure. Realizó sus estudios superiores en la carrera de ingeniería comercial en la Pontificia Universidad Católica (PUC), luego cursó un magíster en filosofía de la Universidad de Navarra, España.

## Trayectoria pública y política
En el ámbito académico se ha desempeñado como docente universitario en microeconomía y finanzas corporativas. Ha sido miembro de diversos directorios y ha ocupado cargos ejecutivos en el mundo de las finanzas corporativas.
Ejerció como vicerrector de pregrado de la Universidad del Desarrollo (UDD), sede en Santiago. Luego, durante el primer gobierno de Sebastián Piñera, fungió como asesor del Ministerio de Educación (Mineduc) en temas de beneficios, becas y créditos estudiantiles.
Posteriormente, durante el segundo gobierno de Sebastián Piñera, asumió en marzo de 2018, como jefe de la División de Educación Superior del Ministerio de Educación (Divesup). Bajo su liderazgo se inició la implementación de la institucionalidad creada al alero de las leyes 21.091 y 21.094.
El 31 de julio de 2019 fue designado por el presidente Piñera para el cargo de subsecretario de Educación Superior, siendo el primero en el nuevo organismo que reemplazó a la Divesup.
Desde junio de 2022 hasta abril de 2025 se desempeñó como Vicerrector académico de la Universidad Finis Terrae. Posterior a eso, se convirtió en el nuevo rector de la casa de estudios.